# Viagem do Japão

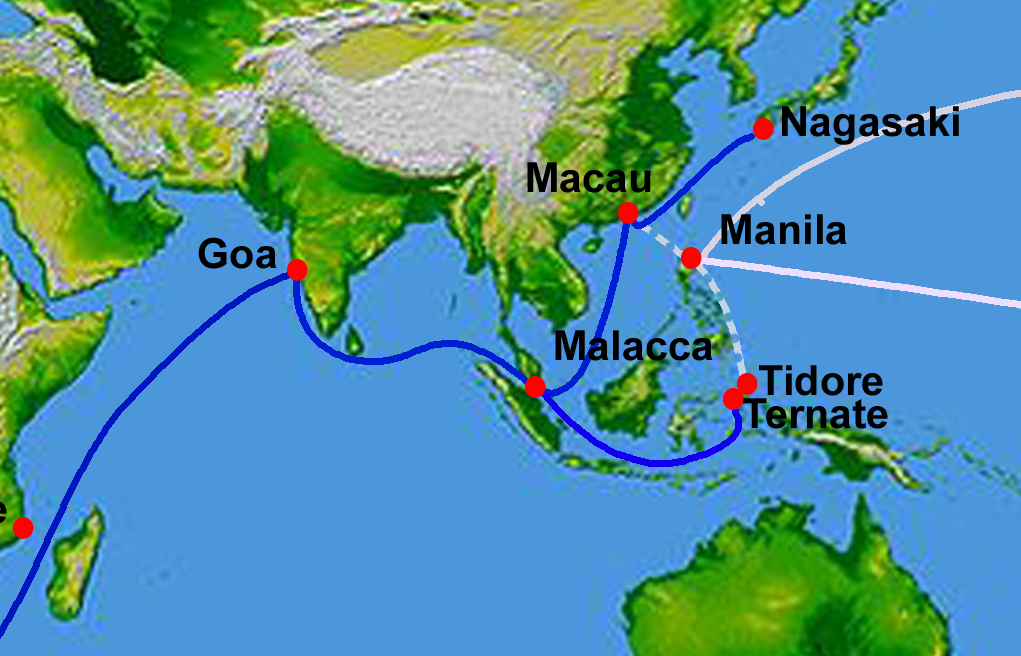
"Viagem do Japão", rota comercial portuguesa que ligava Goa a Nagasaki (azul) e rotas espanholas (branco)

Viagem do Japão era a rota comercial estabelecida pelos portugueses entre 1550 e 1639 ligando Goa, capital do Estado Português da Índia ao Japão. Esta lucrativa viagem anual era realizada sob monopólio da coroa, e ficava a cargo de um capitão-mor. O cargo de Capitão-mor da viagem do Japão era atribuído oficialmente pelo governador, como recompensa por serviços prestados. As grandes naus envolvidas neste comércio eram referidas como nau do trato, nau da prata, nau da China, e ficaram conhecidas entre os japoneses como Kurofune (navio negro), termo que viria a designar todos os navios ocidentais que aportavam no Japão no período Edo.

## A rota comercial

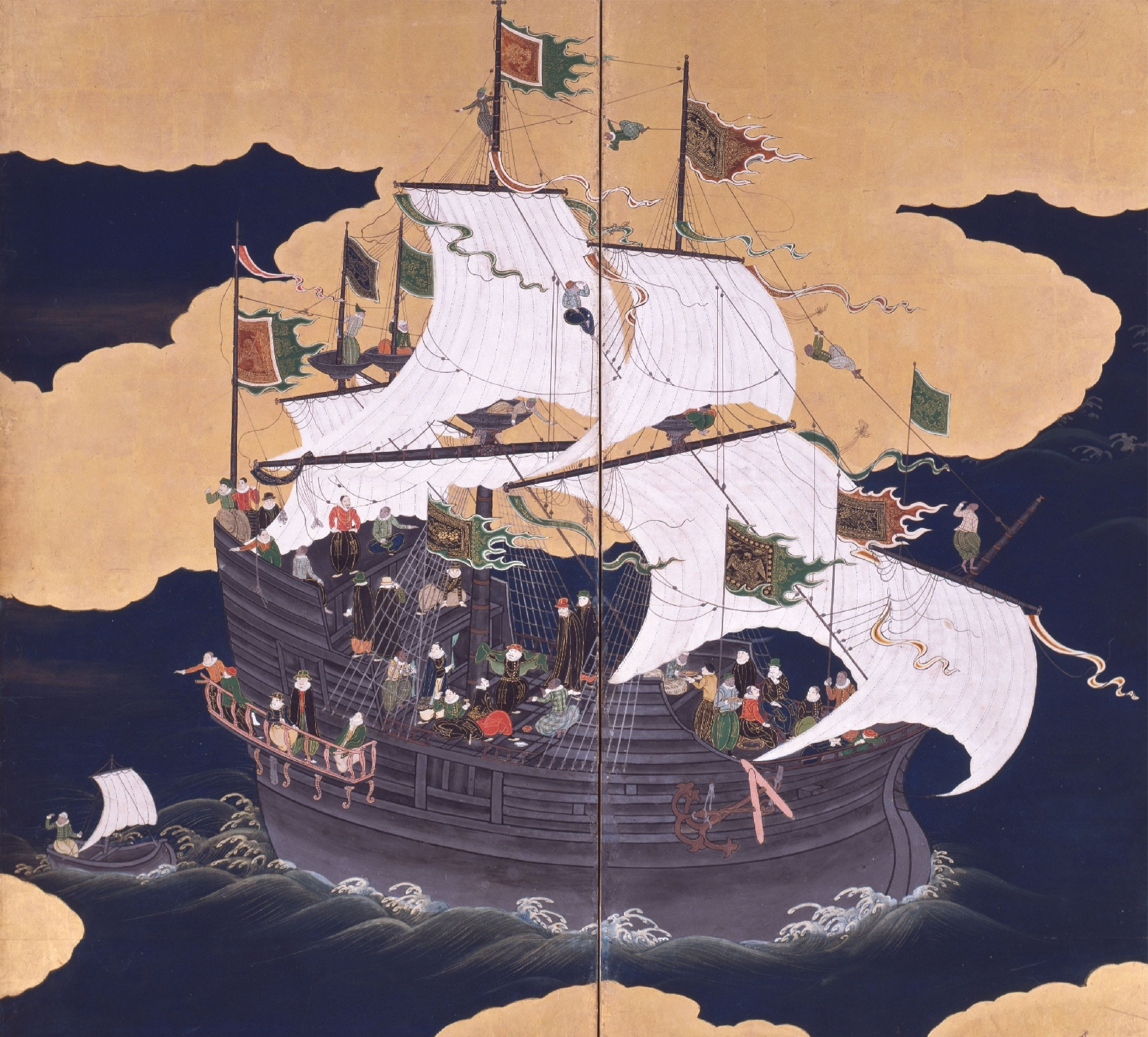
"Nau do trato" em Nagasaki, a que os japoneses chamavam kurofune. Painel japonês do período Nanban, século XVII.

Após a chegada ao Japão em 1543, mercadores e aventureiros portugueses envolveram-se num lucrativo comércio na ilha de Kyushû, sem porto fixo, em navios próprios e juncos chineses. Devido à proibição das relações entre a China e o Japão, agiam como intermediários. A importância deste comércio levou a que, em 1550, fosse criada uma viagem anual sob monopólio da Coroa. Para tal era designado um capitão-mor, um cargo cobiçado atribuído pelas autoridades oficiais como recompensa por serviços prestados. O direito a realizar a "viagem do Japão" foi por vezes doado pela Coroa entidades como a cidade de Macau, Cochim, Malaca. Mais tarde, era leiloado em Goa pelo lance mais elevado.
Dada a longa distância entre Goa e o Japão, inicialmente a viagem partia de Malaca. Após várias tentativas de criar uma escala intermédia na China, em 1554 Leonel de Sousa, capitão-mor da viagem do Japão, conseguiu um acordo com oficiais de Cantão para legalizar o comércio português, na condição de pagarem direitos alfandegários especialmente estipulados. A partir de 1557, os portugueses conseguiram o estabelecimento oficial em Macau. A cidade passou a integrar a rota da nau do trato, num comércio triangular que terminava no Japão. Aí, em 1570, após um acordo com o daimyo local, fundaram a cidade de Nagasaki. A nau partia de Goa em Abril ou Maio, carregada com tecidos, objectos de cristal e vidro, relógios da Flandres e vinhos portugueses.